# Ambrosio Autperto
Ambrosio Autperto, Ambrosio de Autpert, San Ambrosio Autperto o Ambroise Autpert (Ambrosius Autpertus en latín), (La Provenza ca. 730 - 30 de enero de 784) fue un monje benedictino franco.
Oficial en la corte de Pipino el Breve, contribuyó a la educación de su hijo Carlomagno.
Enviado en misión a Italia, visitó la abadía benedictina de San Vicente en el Volturno, en el ducado de Benevento, donde dejó sus otras ocupaciones e ingresó en la misma. Recibió la ordenación sacerdotal alrededor de 761 y fue elegido abad el 4 de octubre de 777, con el apoyo de los monjes franceses y la oposición de otros que preferían al lombardo Potón. Estas disensiones en la abadía hicieron intervenir tanto al papa Esteban III como a Carlomagno y al rey de los lombardos Desiderio ya que las influencias francas y lombardas provocaban tensiones en Campania. Las objeciones para ser elegido provenían de su procedencia del pueblo franco y su personalidad. Por estas intrigas, su muerte, en el curso de un viaje a Roma, pudo haber sido un asesinato. Sepultado en la Basílica de San Pedro, sus reliquias fueron trasladadas alrededor de 1044, a la abadía de San Vicente.
Ambrosio Autperto, una de las grandes figuras del Renacimiento carolingio, deudor de la obra de Ticonio, aunque influido por Primasio y Beda, escribió un número considerable de obras sobre la Biblia y temas religiosos en general. Entre los más importantes se encuentran comentarios en diez volúmenes sobre el Apocalipsis (Expositio in Apocalypsim), y que al ser contemporáneo del Beato de Liébana, su trabajo tiene similitudes con su obra, especialmente en el tratamiento de las recapitulaciones.
Escribió comentarios a los Salmos y al Cantar de los Cantares, Las vidas de los santos Paldón, Tutón y Vasón, fundadores de San Vicente en el Volturno, Sobre la Asunción de la Virgen, Sobre la Transfiguración de Cristo, Sobre la codicia y un Conflicto entre las Virtudes y los Vicios.
En 2009, el papa Benedicto XVI dio una homilía sobre Ambrosio Autperto en la Plaza de San Pedro, donde compara la denuncia que hiciera sobre el enriquecimiento de los monasterios en su época con la situación actual de crisis económica mundial causada por la codicia.